# Fonda (Hispanoamérica)
En Hispanoamérica, fonda es un establecimiento público donde se sirven bebidas y comidas, de carácter popular, similar a una taberna. De acuerdo al Diccionario de la lengua española, el término es usado en Colombia, Bolivia, Chile, Cuba, Ecuador, Nicaragua, México, y República Dominicana. En Chile también se identifica fonda con «ramada», un establecimiento de carácter temporal. En El Salvador y Guatemala, se llama fonda a un tipo de comedor. En el Río de la Plata se trata de un restaurante de ínfima categoría.[cita requerida]

## Chile

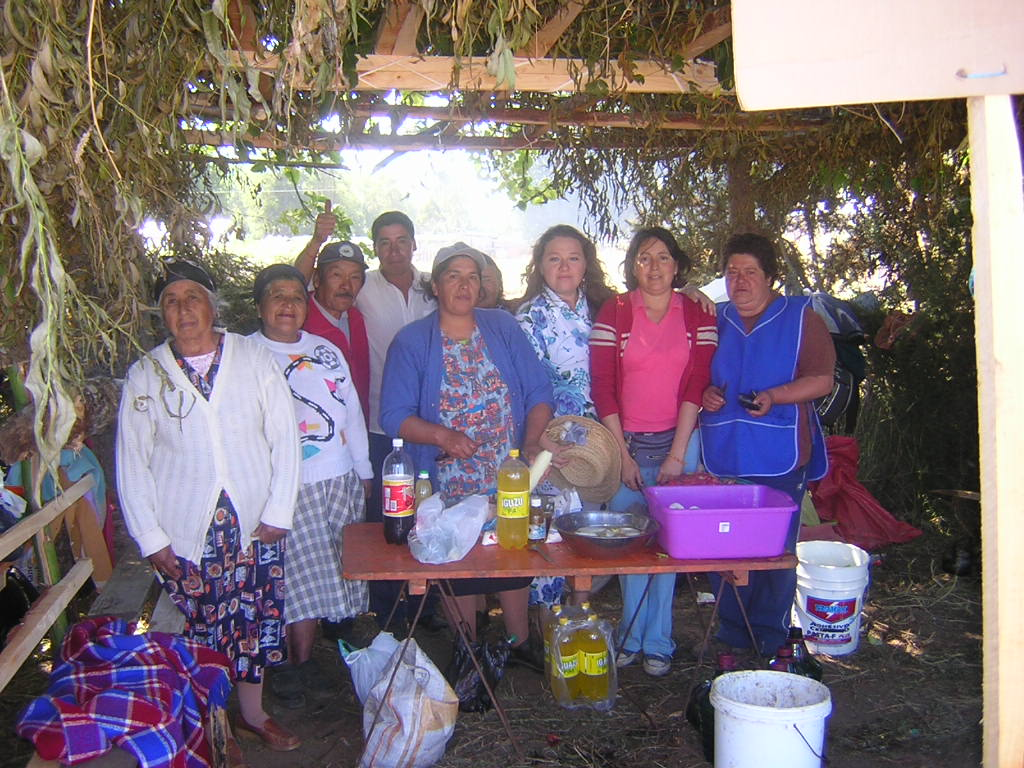
Fonda de forma particular chilena, en la comuna de Carahue, Región de la Araucanía.

En Chile la fonda se construye como local provisorio donde se venden alimentos y bebidas, y se baila durante las Fiestas Patrias en septiembre. Se levanta en un sitio eriazo con palos, ramas de eucalipto y un techo de totora. Su origen está en las primeras celebraciones de la independencia. En el siglo XIX, eran los locales de entretenimiento popular. Debido al alto alcoholismo, las riñas y los vicios derivados de los juegos de azar, su funcionamiento se empezó a normar desde 1823, y se requiere una licencia para su instalación.
Entre las fondas chilenas famosas están las que se han adjudicado el derecho a ser la «fonda oficial» durante las Fiestas Patrias, donde el presidente de Chile en compañía del alcalde de Santiago inauguran las celebraciones con un pie de cueca.
- La Yein Fonda: iniciada por el grupo nacional Los Tres en 1998, se adjudicó el derecho a ser la «fonda oficial».[2]
- La Grandiosa Bertita: se adjudicó durante años el derecho a ser la «fonda oficial» entre 2000 y 2012.[3]
- Iorana: se adjudicó por algunos años el derecho a ser la «fonda oficial» entre 2009 y 2012.[2]

## Colombia
En Antioquia y el eje cafetero colombiano, una fonda es una estancia donde los arrieros (muleros) hacían sus estaciones en sus largos viajes con las muladas o simplemente cuando se viajaba, estos lugares servían de albergue y como expendio de licor (aguardiente) a los viajeros y transeúntes, en ella se escuchaba la música "guasca" o "música de carrilera", música popular que contaba historias de amores o simplemente contenían letras costumbristas. Actualmente la fonda existe, pero con el desarrollo de los transportes y las telecomunicaciones, además de la masiva migración del campesino a las ciudades, se han reducido en gran medida. 
En ciudades como Medellín, ha intentado renacer el concepto de "fonda", pero solo como réplica y en un intento de recordar la tradición y las costumbres típicas, la fonda en Medellín, es un bar con una decoración típica "paisa" en la que se escucha música, en su gran mayoría "guasca", o popular, pero con mezcla de ritmos modernos, vallenatos de la Costa Caribe, y rancheras mexicanas, son en muchos casos, sitios costosos, y asisten personas de clase alta. Los meseros visten trajes típicos (sombrero, pantalón blanco, y las mujeres, falda ancha y camisa blanca).

## Cuba
El concepto de fonda tradicional en Cuba es muy parecido al de España y México.[cita requerida] Se trata de un lugar muy modesto (a veces incluso "de mala muerte") donde se sirven comidas típicas de la región o del país, a precios muy módicos y cocinados como "en casa" también son conocidas como "la paladar". 
Antes de la llegada de Fidel Castro al poder, abundaban las fondas en la isla, especialmente en La Habana, donde casi en cada esquina había una. Actualmente sobreviven muy pocas, porque el gobierno cerró todos los negocios privados (grandes o pequeños) en el país. Las fondas que sobreviven están controladas por el Estado, y no ofrecen la variedad y exquisitez culinaria tradicionales.[cita requerida] Posiblemente, la única fonda famosa que ha sobrevivido de la época anterior a la revolución cubana sea La Bodeguita del Medio.

## México

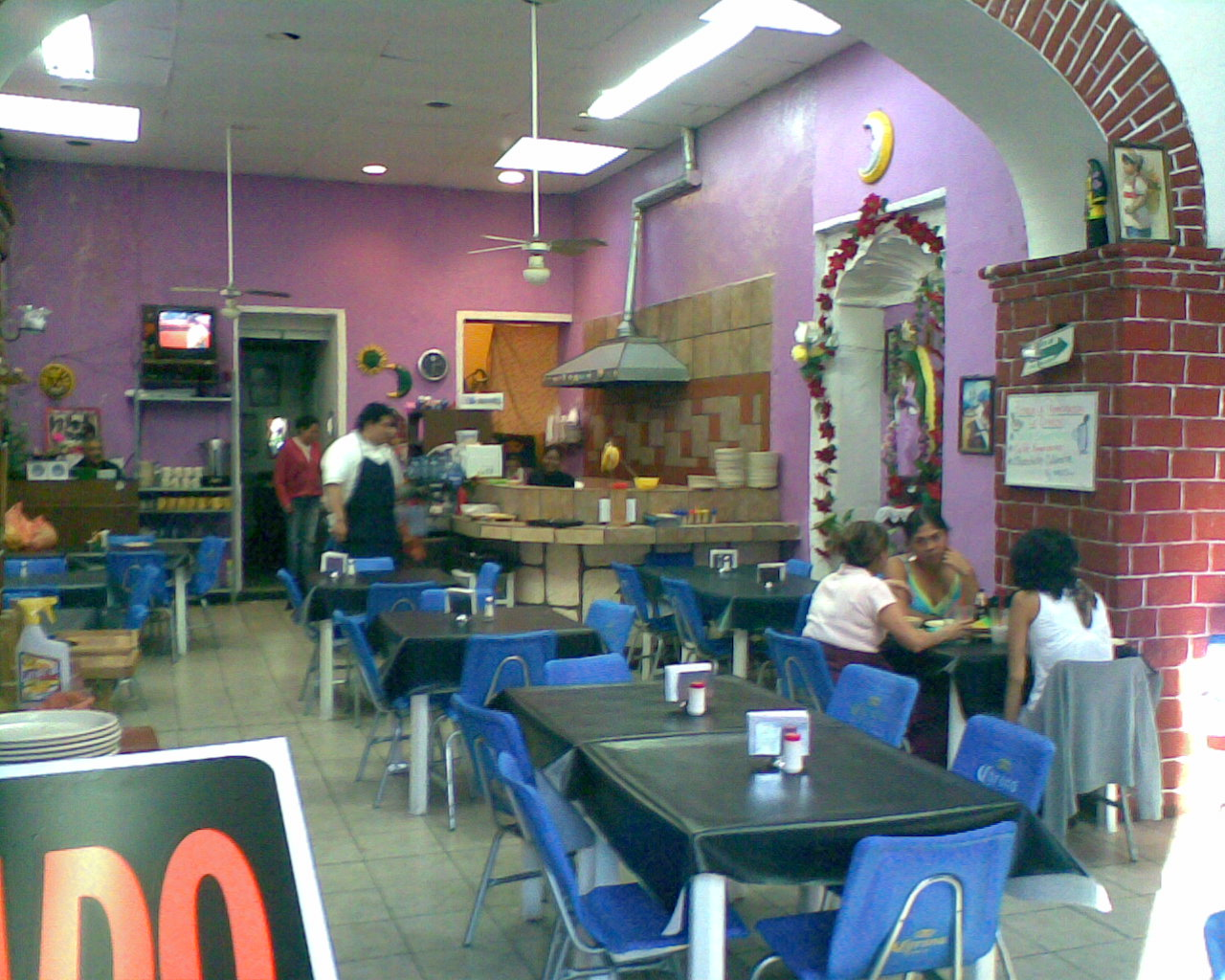
Fonda típica mexicana en el pueblo de Tlalpan, Ciudad de México

En México la fonda es un pequeño restaurante económico conocido también como cocina económica, se diferencia de los restaurantes y cafeterías porque en ella la comida se ofrece bajo el esquema de comida corrida que consiste en tres platillos, llamados «tiempos» inspirados en tres tiempos de las corridas de toros (de ahí su nombre). El primer tiempo es una entrada caldosa (sopa "aguada" de pasta, consomé (caldo) generalmente de pollo o res), el segundo tiempo un plato seco (arroz, alguna pasta como espagueti o una ensalada de verduras) y el tercer tiempo es un plato fuerte del cual se ofrecen tres o cuatro opciones. Aunque también existe el postre, no es considerado como un tiempo, debido a que es una cortesía de la casa. 
Las fondas suelen también vender comida que no está en el "menú del día", casi siempre platillos de comida rápida regional (los llamados antojitos). A pesar del bajo precio de una comida corrida, los platillos ofrecidos son normalmente muy elaborados y provenientes de la gastronomía mexicana.

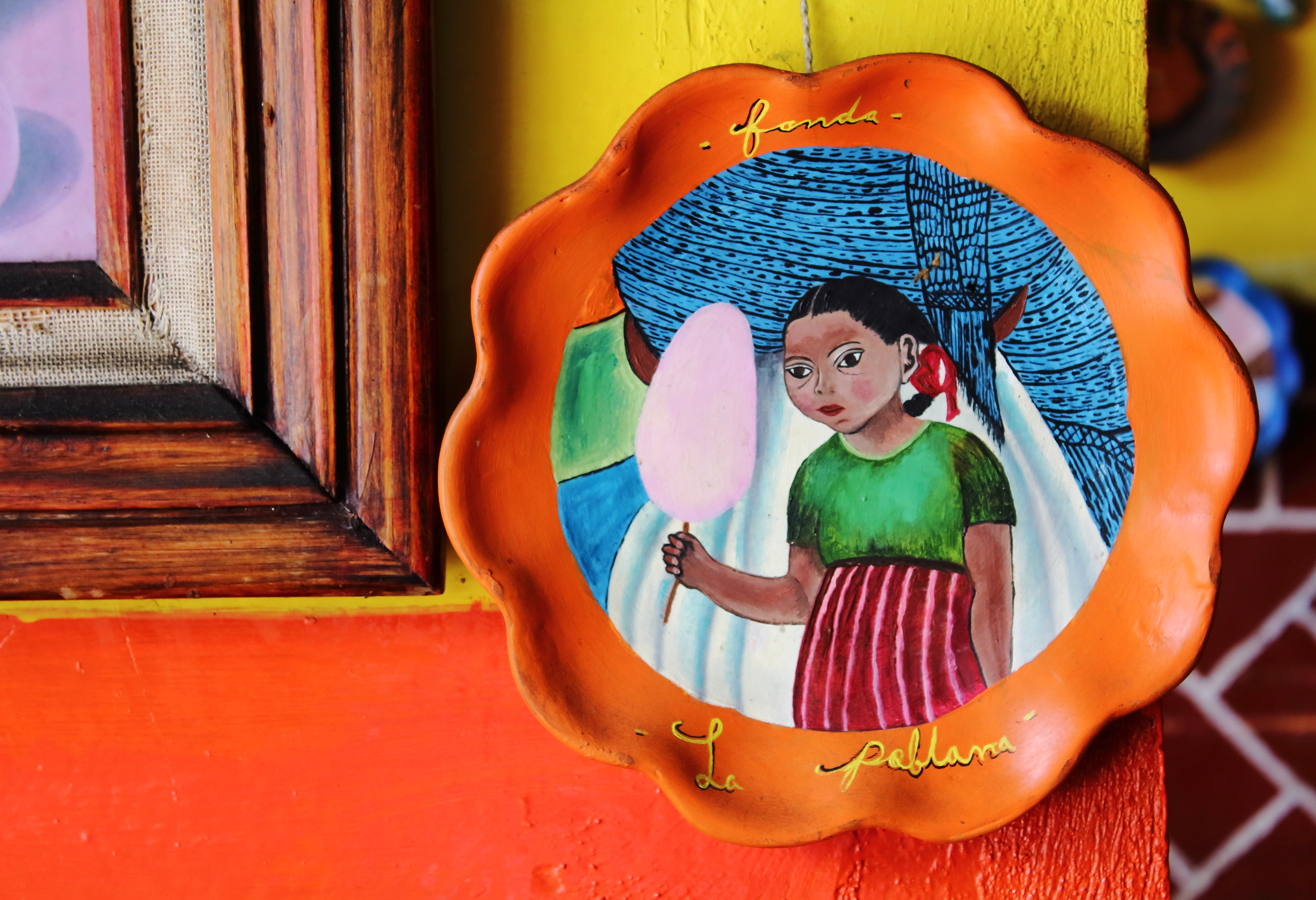
Decoración de una fonda poblana, México.

Existe un notorio sesgo de género en el concepto de fonda en México, pues éstas son principalmente negocios urbanos encabezados por una o más mujeres (frecuentemente de una misma familia). Los negocios de comida económica atendidos por hombres suelen ser en su mayoría puestos callejeros o especializados solo en ciertos tipos de alimentos (e.g. taquerías). Debido a esto las fondas tienen la imagen de proveer comida "casera" (y económica), pues dicho tipo de comida era hecho tradicionalmente por las mujeres.
Según afirma Clementina Díaz y de Ovando en su Libro Los cafés en México en el siglo XIX, cualquier establecimiento que ofreciera comida elaborada era llamado fonda, sin importar la calidad o costo de la misma, y es a mediados del siglo XIX, con la influencia francesa e inglesa, los lugares de mayores pretensiones se empezaron a llamar Bares, Cafés o Restaurantes, dejando a los más económicos el título de fonda
La fonda Santo Domingo es la más antigua del país en operaciones desde 1860 También se puede hablar de la fonda de ficción de Doña Florinda en El Chavo del 8, aunque su dueña niegue el hecho de que sea una fonda, afirmando que es un restaurante.